# Indianproklamationen 1763

Proklamationslinjen 1763 är gränsen mellan de röda och de skära områdena.

Indianproklamationen 1763 var en brittisk kunglig kungörelse vilken utfärdades efter Storbritanniens förvärv av Kanada  efter Fransk-indianska kriget. Syftet med kungörelsen var att organisera Brittiska Nordamerika efter Parisfredens landvinningar och stabilisera relationerna med Nordamerikas ursprungsbefolkningar. 

## Innehåll
- Reglering av pälshandeln.
- Inga privatpersoner eller kolonier fick förvärva mark från indianerna, utan endast den brittiska kronan.
- All jordbrukskolonisation väster om en bestämd linje (proklamationslinjen) blev förbjuden.